# Manfred Vormstein
Manfred Vormstein (* 1931 in Gummersbach) ist ein deutscher Grafiker, Illustrator, Fotograf und Art Director.

## Werk
Vormstein ist nicht nur als Illustrator zahlreicher Bücher bekannt, darunter Kinder- und Jugendliteratur wie Enid Blyton, aber auch Sachbücher. Die Zeit würdigte seine „exquisiten Zeichnungen“.
Er war darüber hinaus als Art Director von Ariola Eurodisc tätig und gestaltete seit den 1960er-Jahren auch Hunderte von Musikalben. Dazu zählen etwa Alben von Boney M., Uriah Heep, Rex Gildo, Peter Alexander, Juliane Werding, Udo Jürgens, Mireille Mathieu, Michael Holm, Elton John, Cat Stevens, The Kinks, Jethro Tull, Elvis Presley, Emerson, Lake & Palmer, Amanda Lear, Wolfgang Petry, Saragossa Band, Stefan Waggershausen, Puhdys, Status Quo, Konstantin Wecker, Roland Kaiser, Katja Ebstein, Gitte, Modern Talking, C. C. Catch, Blue System, Chris Norman, Bad Boys Blue und vielen mehr.
Vormstein designte auch zahlreiche Klassikalben nahezu aller namhafter Komponisten, zudem Schallplatten zu Sachthemen wie etwa dem Prozess gegen Adolf Eichmann. Vormstein ist bei über 550 Alben namentlich als Designer gelistet, dazu kommen noch mehr als 80 Alben, die unter seiner Ägide bis 1986 im Ariola-Eurodisc-Atelier entstanden.